# Fallada estructural

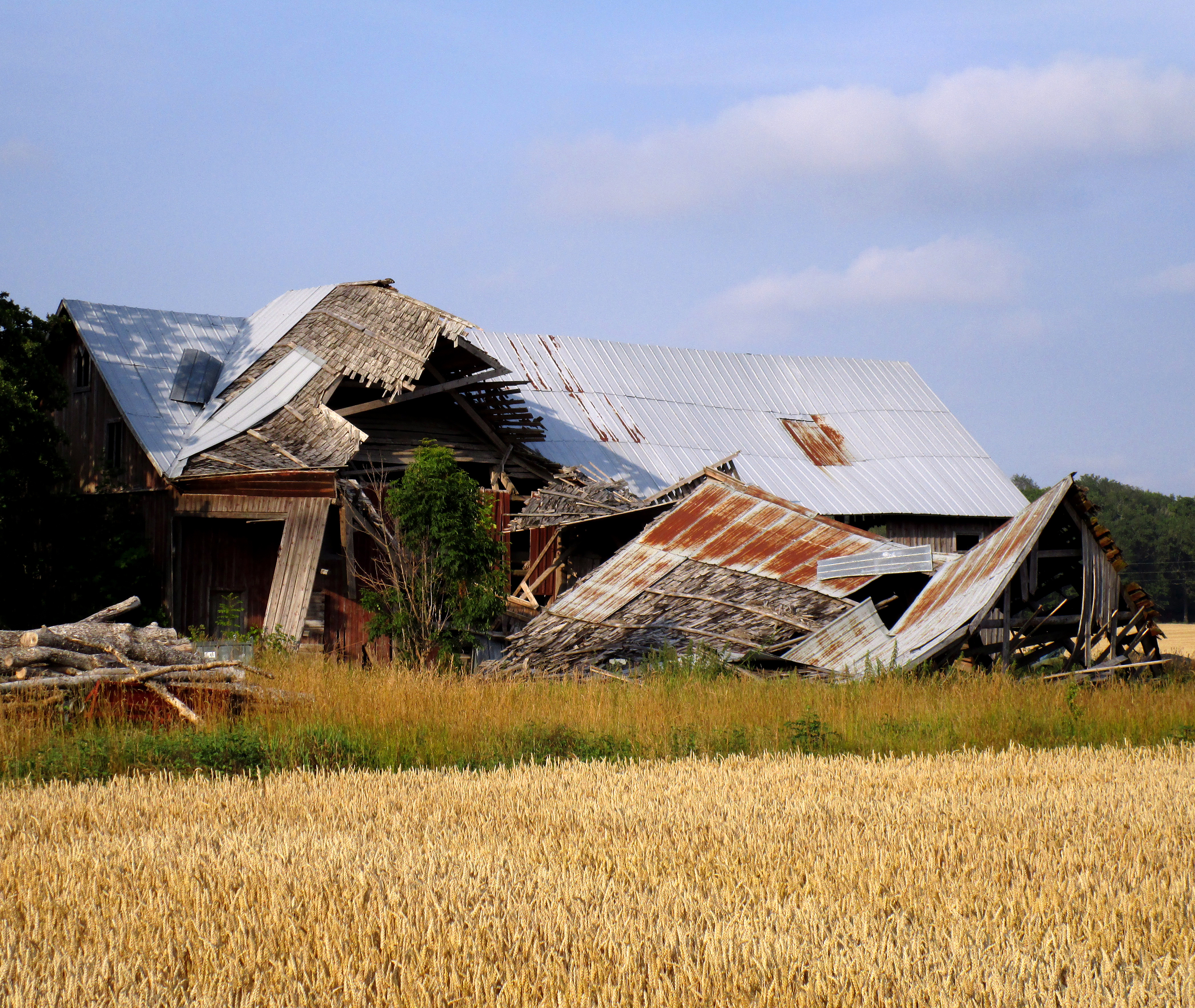
Graner col·lapsat a Hörsne Gotland (Suècia).

La fallada estructural és la pèrdua de la capacitat de sostenir o transmetre la càrrega relativament a un component o un membre de l'interior d'una estructura o l'estructura mateixa.
La fallada estructural comença quan el material és dut al límit de la seva capacitat, i això provoca fractures i deformacions excessives.
El límit de l'esforç a la ruptura del material, el component o el sistema representa el valor màxim de la seva capacitat portadora.
Quan s'assoleix aquest límit, es provoquen danys al material, i la seva capacitat portadora queda reduïda permanentment, significativa i ràpida.
En un sistema ben projectat, uns danys localitzats no haurien de causar un esfondrament immediat ni progressiu de l'estructura sencera. El límit de ruptura del material és una de les condicions que cal tenir en compte durant el disseny i el projecte estructural.